# Fuentes de Ropel
Fuentes de Ropel település Spanyolországban,  Zamora tartományban. Fuentes de Ropel Valdescorriel, Vega de Villalobos, Villalobos, San Esteban del Molar, Castrogonzalo, Benavente, San Cristóbal de Entreviñas és Villaquejida községekkel határos. Lakosainak száma 361 fő (2024).

## Népesség
A település népessége az utóbbi években az alábbiak szerint változott:
| Lakosok száma | 574  | 566  | 532  | 513  | 478  | 433  | 393  | 374  | 366  | 361  |
|               | 2001 | 2004 | 2007 | 2009 | 2012 | 2014 | 2017 | 2019 | 2022 | 2024 |